# Tolantongo (Tlahuiltepa)
Tolantongo es una localidad de México perteneciente al municipio de Tlahuiltepa en el estado de Hidalgo.

## Geografía
Se encuentra en la región de la Sierra Baja, a la localidad le corresponden las coordenadas geográficas 20° 38’ 55.838” de latitud norte y 98° 59’ 16.035” de longitud oeste, con una altitud de 1350 m s. n. m. Cuenta con un clima semiseco templado.
En cuanto a fisiografía se encuentra dentro de las provincia de la Sierra Madre Oriental, dentro de la subprovincia de Carso Huasteco; su terreno es de sierra y barranca. En lo que respecta a la hidrografía se encuentra posicionado en la región Panuco, dentro de la cuenca del río Moctezuma, en la subcuenca del río Amajac. En un ámbito local se encuentra en la Barranca de Tolantongo, formado por el río homónimo; destacan una serie de grutas y cuevas localizadas en la localidad.

## Demografía
En 2020 registró una población de 63 personas, lo que corresponde al 0.69 % de la población municipal. De los cuales 30 son hombres y 33 son mujeres. Tiene 21 viviendas particulares habitadas.
| Gráfica de evolución demográfica de Tolantongo entre 1930 y 2020                             |
|                                                                                              |
| Población de los censos y conteos del Instituto Nacional de Estadística y Geografía (INEGI). |

## Economía
La localidad tiene un grado de marginación alto y un grado de rezago social medio.